# Sveriges herrlandskamper i fotboll 2001
Sveriges herrlandskamper i fotboll 2001

## Matcher
| Datum       | Spelplats                            |            |              | Resultat      | Typ av match      | Målskyttar |
| ----------- | ------------------------------------ | ---------- | ------------ | ------------- | ----------------- | --- |
| 31 januari  | Tipshallen Växjö (inomhus)           | Sverige    | Färöarna     | 0 – 0 Rapport | Träningsmatch     | |
| 1 februari  | Tipshallen Jönköping (inomhus)       | Sverige    | Finland      | 0 – 1 Rapport | Träningsmatch     | 0–1 38′ Timo Marjamaa |
| 10 februari | Suphachalasai-stadion Bangkok        | Thailand   | Sverige      | 1 – 4 Rapport | King's Cup        | 0–1 25′ (str.) Stefan Selakovic 0–2 39′ Anders Svensson 1–2 49′ Tawan Sripan 1–3 72′ Fredrik Berglund 1–4 90′ Martin Åslund                                   |
| 12 februari | Bangkok                              | Sverige    | Kina         | 2 – 2 Rapport | King's Cup        | 0–1 14′ Zhang Yuning 0–2 67′ Zhang Yuning 1–2 69′ Magnus Svensson 2–2 79′ Martin Åslund                                                                       |
| 14 februari | Bangkok                              | Qatar      | Sverige      | 0 – 0 Rapport | King's Cup        | |
| 17 februari | Bangkok                              | Sverige    | Kina         | 3 – 0 Rapport | Final King's Cup  | 1–0 5′ Mattias Jonson 2–0 12′ Tobias Linderoth 3–0 19′ Stefan Selakovic                                                                                       |
| 28 februari | Ta’ Qali-stadion Valletta (Ta’ Qali) | Malta      | Sverige      | 0 – 3 Rapport | Träningsmatch     | 0–1 31′ Karl Corneliusson 0–2 41′ Henrik Larsson 0–3 78′ Håkan Mild                                                                                           |
| 24 mars     | Nya Ullevi Göteborg                  | Sverige    | Makedonien   | 1 – 0 Rapport | Kval till VM 2002 | 1–0 43′ Anders Svensson |
| 28 mars     | Stadionul Republican Chișinău        | Moldavien  | Sverige      | 0 – 2 Rapport | Kval till VM 2002 | 0–1 87′ Marcus Allbäck 0–2 89′ Marcus Allbäck |
| 25 april    | Stade des Charmilles Genève          | Schweiz    | Sverige      | 0 – 2 Rapport | Träningsmatch     | 0–1 61′ Anders Svensson 0–2 79′ Anders Svensson |
| 2 juni      | Råsunda fotbollsstadion Solna        | Sverige    | Slovakien    | 2 – 0 Rapport | Kval till VM 2002 | 1–0 45′ Marcus Allbäck 2–0 51′ Marcus Allbäck |
| 6 juni      | Nya Ullevi Göteborg                  | Sverige    | Moldavien    | 6 – 0 Rapport | Kval till VM 2002 | 1–0 37′ (str.) Henrik Larsson 2–0 57′ Henrik Larsson 3–0 68′ (str.) Henrik Larsson 4–0 74′ Niclas Alexandersson 5–0 77′ Marcus Allbäck 6–0 80′ Henrik Larsson |
| 15 augusti  | Råsunda fotbollsstadion Solna        | Sverige    | Sydafrika    | 3 – 0 Rapport | Träningsmatch     | 1–0 5′ (str.) Henrik Larsson 2–0 56′ Marcus Allbäck 3–0 85′ Andreas Andersson                                                                                 |
| 1 september | Gradskistadion Skopje                | Makedonien | Sverige      | 1 – 2 Rapport | Kval till VM 2002 | 0–1 28′ Henrik Larsson 0–2 33′ Patrik Andersson 1–2 63′ Dragan Načevski                                                                                       |
| 5 september | Ali Sami Yen-stadion Istanbul        | Turkiet    | Sverige      | 1 – 2 Rapport | Kval till VM 2002 | 1–0 51′ Hakan Şükür 1–1 88′ Henrik Larsson 1–2 90+2′ Andreas Andersson                                                                                        |
| 7 oktober   | Råsunda fotbollsstadion Solna        | Sverige    | Azerbajdzjan | 3 – 0 Rapport | Kval till VM 2002 | 1–0 53′ Anders Svensson 2–0 61′ (str.) Henrik Larsson 3–0 70′ Zlatan Ibrahimović                                                                              |
| 10 november | Old Trafford Manchester              | England    | Sverige      | 1 – 1 Rapport | Träningsmatch     | 1–0 28′ (str.) David Beckham 1–1 44′ Håkan Mild |

## Sveriges målgörare 2001
| 9 mål - Henrik Larsson 6 mål - Marcus Allbäck 5 mål - Anders Svensson 2 mål - Andreas Andersson - Håkan Mild - Stefan Selakovic - Martin Åslund 1 mål - Niclas Alexandersson - Patrik Andersson - Fredrik Berglund - Karl Corneliusson - Zlatan Ibrahimović - Mattias Jonson - Tobias Linderoth - Magnus Svensson |